# Penicilamina
Penicilamina, vendido sob a marca Cuprimine, é um fármaco utilizado pela medicina como quelante, anti-reumático e antiurolítico. Foi descrito pela primeira ver pelo Dr. John Walshe em 1956. 

## Mecanismo de ação
A ação deste fármaco é através de ligações ao íons de metais pesados, criando um conjugado insolúvel em água. No reumatismo, funcionaliza oslinfócitos . Como antiurolítico, através da união com a cistina, forma uma substância mais solúvel e portanto mais excretável.

## Indicações
- Doença de Wilson
- Cistinúria
- Artrite reumatóide